# Gerhard von Kügelgen
Franz Gerhard von Kügelgen, född 6 februari 1772 i Bacharach, Rheinland-Pfalz, död 27 mars 1820, var en tysk målare. Han var tvillingbror till Carl von Kügelgen och far till Wilhelm von Kügelgen.
von Kügelgen var verksam bland annat i Rom, Sankt Petersburg och Dresden, där han 1811 blev professor vid akademien och var högst skattad för sina porträtt. Han avmålade bland andra Johann Wolfgang von Goethe, Friedrich Schiller och Johann Gottfried Herder. Dessutom blev han även berömd för sina klassiska motiv som Ariadne och Andromeda i Nationalgalleriet, Berlin.

## Eftermäle
Asteroiden 11313 Kügelgen är uppkallad efter honom och Wilhelm von Kügelgen.